# 디온 쿨스
디온요한 차이 쿨스(말레이어: Dion-Johan Chai Cools, 1996년 6월 4일 ~ )는 태국 리그 1의 부리람 유나이티드에서 라이트백 겸 센터백으로 활약 중인 말레이시아의 축구 선수로 말레이시아 국가대표팀의 주장을 맡고 있으며 벨기에 청소년 대표팀 출신이다.

## 어린 시절
쿨스는 사라왁주 쿠칭에서 벨기에인 아버지 한스 쿨스와 말레이시아인 어머니 자일라 차이 사이에서 태어났다. 이 부부는 결혼 후 20여 년 전 벨기에로 이주했다. 디온은 요한 크라위프와 코번트리 시티와 맨체스터 유나이티드의 선수였던 디온 더블린의 이름을 따서 부모님이 지었다.

## 구단 경력

### 클뤼프 브뤼허
2015년 6월 23일, 쿨스는 클뤼프 브뤼허와 4년 계약을 체결했다. 그는 벨기에 프로 리그 두 번과 벨기에 슈퍼컵 두 번을 차지했다. 쿨스는 2016-17년 시즌에 전 네덜란드 국가대표 리카르도 반 라인의 부진으로 인해 미셸 프뢰돔 감독 아래 선발로 나섰다. 리카르도 반 라인 감독은 정규 라이트백 토마 뫼니에가 파리 생제르맹으로 떠난 후 처음에는 선발로 나섰다. 또한 쿨스는 새로운 감독 이반 레코 아래에서도 선발로 남아 있었고, OH 뢰번과의 시간 이후 다시 합류했다. 그러나 쿨스는 이후 클린통 마타가 그 자리에 등장한 후 벤치에 앉게 되었다.

### 미트윌란
2020년 1월 31일, 쿨스는 덴마크 수페르리가의 미트윌란과 3년 계약을 체결했다. 그는 2월 17일, 륑뷔를 상대로 2-0 승리를 거두며 클럽 데뷔 전을 치렀다. 쿨스는 2021년 2월 14일, 호르센스와의 수페르리가 경기에서 팀의 첫 골을 넣었으며, 이 골은 경기의 유일한 골이었다.
처음에 쿨스는 브리안 프리스케 감독 밑에서 정기적으로 경기에 출전했지만, 발 부상을 당해 3개월 동안 경기에 나서지 못했다. 회복 기간 동안 프리스케 감독은 클럽을 떠났고, 새로 부임한 감독은 쿨스를 팀에서 눈에 띄게 기용하지 않았다. 자리를 되찾기 위해 노력했음에도 불구하고 이번에는 골반 부상으로 인해 그의 발전에 더욱 차질을 빚었다. 경기장 밖에서 쿨스는 덴마크 생활에 적응하는 데 어려움을 겪었으며, 사회적 상호작용의 부족과 길고 습한 겨울을 원인으로 꼽았다.
쿨스와 미트윌란은 2022년 9월 9일, 클럽과의 계약을 취소하기로 상호 합의하여 자유계약선수가 되었다.

### 야블로네츠
2022년 9월 12일, 쿨스는 체코 클럽 야블로네츠와 단기 계약을 체결했다. 그는 이전 클럽인 미트윌란이 다른 경기 시스템으로 전환하기로 결정하면서 출전 시간이 단축되었기 때문에 더 많은 출전 시간을 확보하기 위한 것이라고 말했다.

## 국가대표팀 경력
2021년 6월 1일, 쿨스는 2022년 FIFA 월드컵 및 2023년 AFC 아시안컵 예선으로 아랍에미리트와의 경기에서 말레이시아 국가대표팀 26인 명단에 새로 합류했다고 발표되었다. 이는 FIFA와 AFC와의 자격 서류 작업이 완료된 후였다. 그는 2021년 6월 3일, 아랍에미리트와의 경기에서 4-0으로 패배한 경기에서 말레이시아 국가대표팀에 데뷔했다.
쿨스는 말레이시아의 2023년 AFC 아시안컵 최종 예선 방글라데시와의 경기에서 첫 국제 경기 골을 넣으며 말레이시아가 4-1 승리를 거두는 데 기여했다. 이 경기에서 쿨스는 42년 만에 처음으로 AFC 아시안컵 본선 진출을 확정지었다. 쿨스는 이 경기의 최우수 선수로 선정되었다. 또한 쿨스는 2023년 AFC 아시안컵에서 국가를 대표하여 주장을 맡았다.
2023년 11월 16일, 2026년 FIFA 월드컵 예선 경기에서 쿨스는 말레이시아가 3-1로 뒤진 상황에서 키르기스스탄을 상대로 2골을 넣었지만 팀은 4-3으로 역전승을 거두었다.

## 사생활
쿨스와 멜리사 셸후는 2022년 5월 6일에 결혼하기 전에 리암제인 쿨스라는 아이를 낳았다.
쿨스는 자신의 축구 우상이 클뤼프 브뤼허의 전설인 헤르트 페르헤이언이라고 밝혔다.